# KV53
KV53, acrònim de l'anglès King's Valley, és una tomba egípcia de l'anomenada Vall dels Reis, situada a la riba oest del riu Nil, a l'altura de la moderna ciutat de Luxor. És un dels sepulcres que coneguts i més imprecisament datats de tota la necròpolis tebana.

## Situació
Actualment, es desconeix el lloc exacte on va ser excavada KV53, encara que és de suposar que es trobi en el ramal oest del wadi central, en una zona pròxima a les altres petites tombes que van ser descobertes en la seva mateixa època. Situada immediatament a l'est de KV49, molt propera al camí que ens condueix a la zona sud de la Vall. Per tant, no està tan a prop d'algunes tombes de característiques similars com KV48 o KV51, però se segueix calculant que pertany al ramal que dirigeix a KV35, la tomba d'Amenhotep II.
Per les informacions que ens han arribat del seu descobriment, no hi ha res excepcional en el disseny i la forma de KV53. Com la immensa majoria de les tombes de nobles, aquesta consta tan sols d'un pou funerari de menys de dos metres i una única sala que faria de cripta, que es trobava molt excavada toscament, i era de grans dimensions. Les parets es troben desproveïdes de decoració, principal causa que sigui impossible en molts casos determinar qui va ser el noble propietari d'una tomba a la Vall dels Reis.

## Excavació
La KV53 va ser descoberta en l'hivern de 1905-1906 per Edward R. Ayrton, al servei de Theodore Davis, juntament amb la resta de sepulcres de la mateixa zona que encara romanien ocults. Davant tal marea de troballes, tots ells mancats de l'interès despertat per les tombes més grans, va provocar que caiguessin en l'oblit i la seva situació exacta acabés per perdre. Com que no va ser visitada de nou ni tampoc va ser protegida, KV53 va tornar a desaparèixer en una muntanya de runa, com la majoria de les seves veïnes.
L'única troballa notable que va veure la llum en aquest lloc va ser un petit ostrakon, una ascla de pedra en la qual s'hagi inscrit el nom de Hori, escriviu principal del Lloc de la Veritat, que certifica la presència del representant administratiu del poble dels constructors de tombes, el Lloc de la Veritat (Deir el-Medina) en KV53, ja que una de les seves funcions era inventariar tots els objectes del lloc.
El més possible és que la tomba fos destinada a un noble que va viure durant el regnat d'Amenhotep II. Com sabem, aquest faraó, igual que el seu pare i el seu fill, va atorgar nombrosos sepulcres als més selectes membres de la noblesa, i fins i tot algunes de les seves mascotes. La proximitat de la tomba d'aquest rei amb KV53 podria ser una pista que reveli l'època en què va ser excavada, encara que certament no es pot assegurar res, i potser pertany a alguna de les dinasties posteriors. La manca de troballes i ara de mitjans per tornar a netejar-la impedeix que es puguin trobar més dades sobre aquest emplaçament tan poc conegut de la Vall dels Reis.